# Pierre Bouloumié
Pierre Bernard Bouloumié, né le 11 décembre 1844 à Toulouse, mort le 13 février 1929 à Paris 16e, est un médecin français, secrétaire général de l'Union des femmes de France pendant 38 ans, de 1881 à 1919, médecin de la station thermale de Vittel créée par son père Louis Bouloumié et président du conseil d'administration de la Société des Eaux de Vittel, conseiller général des Vosges, auteur de nombreux écrits.

## Biographie

### Milieu social et débuts
Pierre Bouloumié est l'un des fils de Louis Bouloumié et de Marie Jeanne Chéron et le frère cadet d'Ambroise Bouloumié (1843-1903).
Après ses études de médecine à Paris et à Strasbourg où il est élève au service de santé militaire, il entre dans l'armée comme médecin militaire, participe en tant que tel à la guerre de 1870, à Metz, à Tours et à Tarbes. Il est ensuite attaché à l'Hôpital militaire Saint-Martin à Paris jusqu'à ce que son frère Ambroise l'appelle à Vittel pour occuper la fonction de médecin attaché à la station thermale. Il démissionne de l'armée au printemps 1874 avec le grade de médecin-major,.

### Médecin thermal et administrateur de la Société des Eaux de Vittel
Il est le second médecin de l'Établissement thermal de Vittel. Il partage son temps entre Vittel où il travaille l'été, durant la saison, et Paris. Il contribue à la notoriété de la station, fondée par son père et développée ensuite par Ambroise Bouloumié jusqu'à sa mort en 1903 puis par le fils de ce dernier, Jean Bouloumié.
Il est aussi administrateur de la Société générale des eaux minérales de Vittel (SGEMV), contrôlée depuis sa fondation en 1882 par sa famille et par des alliés. Il est désigné vice-président en 1905 puis il accède à la présidence du conseil d'administration de cette société anonyme en 1910, remplaçant à sa mort Henri de Tricornot, maître de forges haut-marnais. Il conserve cette fonction jusqu'à sa mort. Président du conseil d'administration de la SGEMV, il est à l'initiative d'un congrès international sur l'arthritisme qui s'est tenu en 1927 à Vittel.

### Animateur d'associations humanitaires
De par ses fonctions militaires, il rencontre en 1881 Emma Koechlin-Schwartz, fondatrice cette année-là et présidente d'une association qui va s'affilier à la Croix-Rouge française, l'Union des femmes de France. L'UFF a pour objet d'apporter des secours aux blessés militaires. Pierre Bouloumié assume la fonction de secrétaire général de sa fondation à 1919, s'attachant à développer l'association et à la défendre contre ses détracteurs. Le ministère de la guerre adoptera le système qu'il met en place dans le cadre de ses fonctions, dit système brancardiers de frontières du Dr Bouloumié. Il contribue à la formation d'un organisme commun fédérant les trois branches françaises de la Croix-Rouge française, la SSBM, l'UFF et l'Association de dames françaises, institué en 1907. Il mène en janvier 1909 une délégation d'infirmières de l'UFF en Italie, venue aider la Croix-Rouge italienne à la suite du séisme du 28 décembre 1908 à Messine qui toucha la Calabre et la Sicile. Il en tire un livre, Vingt jours parmi les sinistrés. Naples, Calabre, Sicile. 
Dans les années 1890, il est également secrétaire général du Comité central des œuvres d'assistance par le travail, fondé à Paris en avril 1891, aux côtés de personnalités comme Léon Say, libéral, ou le républicain conservateur Jules Simon. Il cherche alors à substituer l'aumône au travail pour les pauvres valides,,.
Il fonde en 1916 avec le général Paul Pau l'Union fraternelle des blessés de guerre, dont il est l'animateur à ses débuts et le vice-président. Cette association entend « honorer, aider, encourager en toutes circonstances le blessé de guerre qui veut encore servir la France en travaillant ».

### Engagement politique
Jusqu'à la mort de son frère aîné Ambroise en 1903, il ne s'est pas engagé en politique dans les Vosges du fait d'une divergence d'opinions entre son frère, bonapartiste allié aux royalistes, et lui, hostile au Second Empire et attaché à la République. Il est élu conseiller général du canton de Vittel en 1903, remplaçant son frère décédé. Il est alors un « républicain libéral » (droite républicaine modérée, catholique et laïque), issu de l'aile droite (méliniste) du parti républicain progressiste ayant rejoint l'opposition conservatrice et nationaliste par rejet de la politique dreyfusiste et anticléricale du gouvernement de Défense républicaine de Pierre Waldeck-Rousseau et hostilité au Bloc des gauches. Il combat en effet « les partisans du bloc, c'est-à-dire du sectarisme, du dreyfusisme, de l'oppression des consciences, de la suppression de nos libertés les plus sacrées »,. Il est cependant battu au second tour en 1907 par son rival de gauche, le député Marc Mathis. Il préside la section cantonale de la Fédération républicaine. Candidat de ce parti aux élections législatives de 1910, il ne parvient pas à se faire élire député, battu là encore par Marc Mathis, député sortant. 
A Paris, il prend la tête en 1905-1906 d'une protestation contre une circulaire ministérielle de novembre 1905 introduisant « l'usage de l'enterrement civil dans l'armée », trouvant l'appui de généraux comme le général de Galliffet, ancien ministre de la guerre,.

### Fratrie
Pierre Bouloumié épouse en 1891 Marthe Redeuilh. Le couple a deux filles, Édith et Simone. La première épouse en 1913 un aristocrate, Jacques Maigre de la Motte, la seconde épouse en 1924 un diplomate, Gilbert Arvengas,. L'un des petits-enfants de Pierre Bouloumié, Guy Maigre de la Motte (1920-2022), fils d'Édith, sera le dernier membre de la famille Bouloumié à diriger la SGEMV. Il sera adopté par Germaine Bouloumié, fille d'Ambroise, en 1960 et prendra le nom de Guy de la Motte-Bouloumié.

## Distinctions
- Commandeur de la Légion d'honneur (1914)
- Commandeur de l'Ordre de la Couronne d'Italie (1909)[26]
- grande médaille de la Croix-Rouge italienne (1909)

## Publications
- Du traitement de la blennorrhée par les insufflations de poudres médicamenteuses (procédé du Dr Mallez), 1867[27]
- Considérations générales sur les dyspepsies, la gravelle et la goutte, 1873[27]
- Instructions générales pour l'organisation des services de l'Union des Femmes de France en cas de guerre, 1888[28]
- Manuel du candidat aux divers grades et emplois de médecin et pharmacien de la réserve et de l'armée territoriale, 1889[27]
- Thérapeutique hydro-minérale Vittel, pratique personnelle. Résumé des XVe et XVIe leçons du Cours de thérapeutique hydro-minérale, 1890[27]
- Vingt jours parmi les sinistrés, Naples, Calabre, Sicile, Calmann-Lévy, 1909[27]
- L'effort antituberculeux de l'Union des femmes de France : son programme, ses réalisations, 1919[29].
- Restaurant de régime de Vittel, 1921[27]
- Histoire de Vittel: création d'une ville thermale, 1925[27]